# Tomislav Knez
Tomislav Knez est un footballeur international yougoslave, né le 9 juin 1935 à Banja Luka, en Bosnie-Herzégovine actuelle.

## Biographie
En tant qu’attaquant, il fut international yougoslave à 14 reprises pour 8 buts.
Il participa à l’Euro 1960, la première édition du Championnat d'Europe de football. Il ne joua aucun des deux matchs contre la Bulgarie, ni même le match aller contre le Portugal. Il fut titulaire au match retour contre les lusitaniens. La Yougoslavie se qualifia pour la phase finale, en France. 
En demi-finale, la France affronte la Yougoslavie. Alors que les yougoslaves sont menés 4 buts à 2, Tomislav Knez, en tant que titulaire, inscrit un but à la 75e minute ce qui donna une victoire surprenante des yougoslaves 5 buts à 4.
Néanmoins, fort de son but en demi, il ne participa à la finale, match gagné par l’URSS sur la Yougoslavie. Il fut finaliste de l’Euro 1960.  
Il participa aux Jeux olympiques 1960. Il fut titulaire contre l’Égypte, contre la Turquie, contre la Bulgarie, contre l’Italie et contre le Danemark. Il inscrit deux buts dans ce tournoi : un but contre l’Égypte à la 49e minute, de même contre la Turquie, à la 61e minute. Il remporta la médaille d’or, ce qui constitue la première et l’unique médaille d’or de la Yougoslavie après trois médailles d’argent en 1948, en 1952 et en 1956.
Il joua dans des clubs yougoslaves (FK Borac Banja Luka et Dinamo Zagreb) et autrichiens (Rapid Vienne, SV Schwechat, Kapfenberger SV et SV Güssing). Il remporta 2 coupes de Yougoslavie avec le Dinamo Zagreb. Il fut champion d'Autriche en 1967 avec le Rapid Vienne. 

## Clubs
- 1956-1960 :  FK Borac Banja Luka
- 1960-1964 :  Dinamo Zagreb
- 1964-1965 :  Trešnjevka Zagreb
- 1965-1966 :  Schwechater SC
- 1966-1967 :  Rapid Vienne
- 1967-1974 :  Kapfenberger SV
- 1974-1975 :  SV Güssing

## Palmarès
- Coupe de Yougoslavie de football

- - Vainqueur en 1963 et en 1965
  - Finaliste en 1964
- Championnat de Yougoslavie de football
  - Vice-champion en 1963
- Coupe des villes de foires
  - Finaliste en 1963
- Championnat d'Autriche de football
  - Champion en 1967